# لعبة الطاولة

حركة اللاعبين

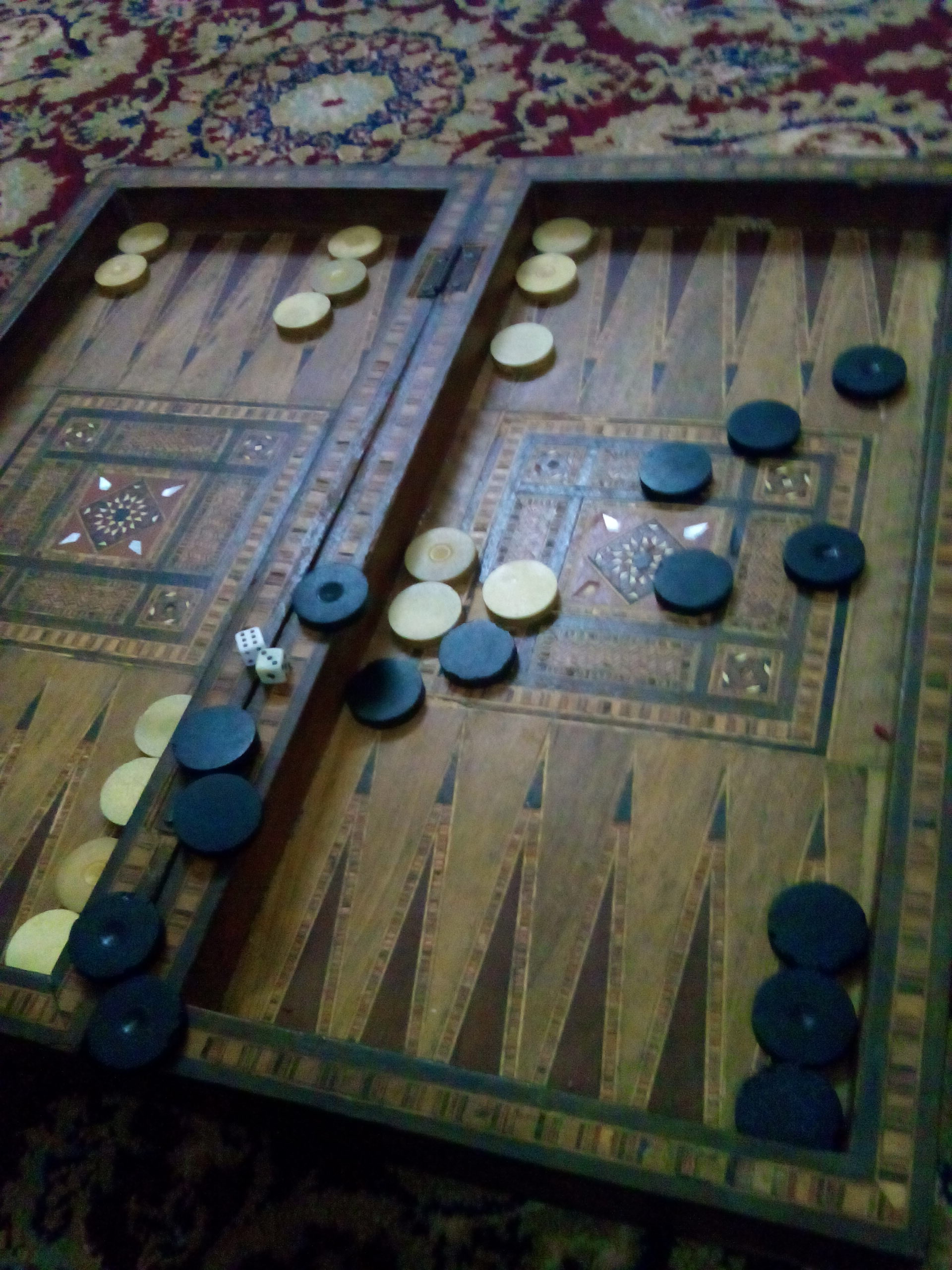
لعبة الطاولة

لعبة الطاولة أو النَّرد (بالتركية العثمانية: تخته‌نرد) (بالتركية: Tavla)، هي لعبة مشهورة جداً في الشرق الأوسط والبلاد العربية تتكون من رقعة خشبية أو صندوق خشبي يمكن أن يكون مزخرفاً ومطعماً بالصدف أو بقطع خشبية ثمينة من الأبنوس، وعدد من الأقراص العاجية أو البلاستيكية أو الخشبية بلونين مختلفين عددها (15) من كل لون ونردين سداسيين.
ويرجع تاريخها إلى حوالي عام 3000 قبل الميلاد في مدينة اور التاريخية في بلاد ما بين النهرين.

## قوانين اللعبة
1. يحصل كلا اللاعبين على مجموعة من الأقراص عددها خمسة عشر (15) قرصاً لكل لاعب.
2. ويتمّ القيام بوضع الأقراص بشكل متقابل.
3. إن الهدف من لعبة الطاولة هو القيام بإخراج أقراصك من صندوق اللعبة قبل أن ينهي اللاعب الخصم من إخراج أقراصه.
4. في هذه اللعبة يحاول اللاعب منع خصمه من التقدم في اللعبة.
5. إن المسافات في اللوحة تكون عبارة عن أشكال مثلثات تسمى بنقاط، وذلك بهدف تمثيل النقاط على لوحة لعبة الطاولة.
6. إن كل نقطة على اللوحة تكون مرقمة برقم معين، وعدد الأرقام هو (24) رقم على اللوحتين.
7. إن النقطة الأولى في اللوحة تأخذ الرقم (1) فيما تأخذ آخر نقطة في اللوحة الرقم (24)، ويكون ترتيب الارقام باتجاه عقارب الساعة.
8. يقوم اللاعب بتحريك أقراصه حسب العدد الذي ظهر نتيجة رمي الزهر أو النرد.
9. يبقى اللاعب بالتقدم في أقراصه إلى أن يصل إلى الجهة التي في ناحيته، والتي كان يضع الخصم أقراصه فيها للبداية.
10. إن مهمة اللاعب تكون منع خصمه من الوصول إلى الجهة المقابلة.
11. في بداية اللعبة يأخذ كلا اللاعبين نردًا ويرميه، والذي يحصل على الرقم الأعلى هو من يبدأ باللعب.
12. يكون اللعب في البداية بالاعتماد على قرص واحد حتى الوصول إلى جهة الخصم.
13. بعد ذلك يمكن القيام بتحريك أكثر من قرص وذلك بحسب النرد في كل مرة.
14. بإمكان اللاعب المرور على الخانات التي يحتلها الخصم، إلا أنه لا يمكن الوقوف في نفس الخانة.
15. إن الفائز هو من يستطيع إدخال جميع قطعه إلى الجهة في ناحيته ومن ثمّ القيام بإخراجها.

### أسماء أرقام النرد
لكل رقم من أرقام النرد اسم مُميز في لعبة الطاولة، يرجع أصل أسماء هذه الأرقام إلى اللغة الفارسية:
- 1 = يَك (بالفارسية: یک)
- 2 = دُو (بالفارسية: دو)
- 3 = سِه (بالفارسية: سه)
- 4 = جهار (بالفارسية: چهار)
- 5 = بَنْج (بالفارسية: پنج)، أو بيش (بالتركية)
- 6 = شيش (بالفارسية: شش)

فإذا ألقى اللاعب النردَينِ وظهر عليهما رقمان مُختلفان مثل (5 -6) مثلًا فإن اللاعب يقول شيش-بيش، بحكم أن اسم الرقم الأكبر يُقال أولًا. أما إذا ظهر على النرد نفس الرقم مثل (1-1) فإن اللاعب يقول هاب يك.
هناك من يتداول هذه العبارات ان تصادفت الأرقام نفسها.
- 1-1 هَاب يَك (هاپ من الكلمة التركية hep ومعناها: "كُلّ ، جَمِيع"،[3] أي "كلهم رقم واحد")
- 2-2 دوبارة (أصلها دو (يعني رقم "اثنين" بالفارسي) باره (يعني "مرة أخرى" بالفارسي)، أي "اثنين مرتين")
- 3-3 دوسيه  (أصلها: دو (يعني رقم "اثنين" بالفارسي) سيه (يعني رقم "ثلاثة" بالفارسي)، أي: "الإثنتين ثلاثة")
- 4-4 دورجي (في اللغة التركية ، الرقم 4 هو "dört" "دُرت"، و Dört Cihar معناها "الأربعة جهات"، وتحولت "دورتجي" أو "دورجي")
- 5-5 دَبَِش (أصلها: دو (يعني رقم "اثنين" بالفارسي) بيش (يعني رقم "خمسة" بالتركي)، أي: "الإثنتين خمسة")
- 6-6 دُشش  (أصلها: دو (يعني رقم "اثنين" بالفارسي) شيش (يعني رقم "ستة" بالفارسي)، أي: "الإثنتين ستة")

## الحركة
لبدء اللعبة يقوم كل لاعب بإلقاء نرد واحد لمرة واحدة، واللاعب الذي يُسجل نرده رقمًا أعلى من نرد اللاعب المنافس، يبدء بتحريك قطعه، أما إذا تعادل الرقمان فإن العملية تُعاد إلى أن يتفوق أحدهما على الأخر. ولابد من أن يستقر النرد بشكل مُسطح تمامًا وأن يُلقي في يمين اللوحة.
يلعب اللاعب الذي جاء نرده برقمٍ أعلى، وبعد ذلك يلعب اللاعبان بالنردين في أدوارهما، فإذا قام اللاعب بإلقاء النردين وجاءا برقمي 6 و 3 (يُشار إليه بـ "6-3")، فيجب أن يحرك اللاعب قطعة واحدة بست نقاط للأمام، وقطعة أخرى أو القطعة نفسها ثلاث نقاط أخرى. يُمكن أن يتم تحريك القطعة نفسها مرتين، طالما أنه يمكن إجراء الحركتين بشكل منفصل: ستة ثم ثلاث، أو ثلاث ثم ستة. إذا ألقى اللاعب النرد وجاء بنفس الرقمين فإنه يلعب الرقم 4 مرات. على سبيل المثال، إذا ألقى اللاعب النردين، وجاءا برقمي 5-5 على اللاعب إجراء أربع حركات كل منها خمس خطوات.
ويجب أن يُحرك اللاعب قطعه وفق الأرقام التي جاء بها النرد، ولكن إذا جاء النرد برقم وكان الموضع الذي ستنتقل إليه القطعة فيه قطعتين أو أكثر من قطع المنافس، فإن عليه تحريك قطعة أخرى، وإذا لم تكن لديه قطعًا أخرى لتحريكها أو كانت المثلثات مليئة بقطع منافسه الأخرى فإنه يخسر دوره، وينتقل الدور إلى اللاعب المنافس. ولكن إذا كان المثلث يحتوي على قطعه هو فيُمكنه وضع القطعة عليه، أما إذا حرك اللاعب قطعة واستقرت في مثلث لا يوجد به غير قطعة واحدة للاعب المنافس فإن قطعة المنافس «تُضرب» أي أنها تخرج من الطاولة، ويتم وضعها في منتصف اللوحة على الحد الذي يقسم وجهي الطاولة ويتعين على منافسه أن يدخلها في الدور التالي في من أول نقطة في اللعبة، ولا يُمكنه تحريك أية قطعة قبل أن يقوم بإدخال هذه القطعة أولاً.
وكما سبق أن أشرنا، لا يُمكن للاعب أن يضع قطعتين في مثلث يشغله اثنان أو أكثر من قطع اللاعب المنافس، وبالتالي فلا يُمكن أن توجد في الطاولة نقطة أو مثلث مشغول بقطع كلا اللاعبين في وقت واحد. ولا يوجد حد لعدد القطع التي يُمكن أن تشغل نقطة أو مثلث في أي وقت من اللعبة.
يقوم اللاعب بتحريك قطعه إما لكي يصل بها إلى الربع الأخير من اللعبة والذي يُسمى «البيت» ومنه إلى أخر مثلث ومنه إلى خارج اللوحة، أو لكي يُغلق المُثلثات على قطع اللاعب الأخر فلا يُمكنّه من الحركة ويُعطله، وكذلك ليقوم بـ«ضرب» القطع الخاصة به لكي يُكلفه دورًا لإدخال تلك القطع من أول نقطة.

## أندية لعب الطاولة
لعبة الطاولة تحظى بشعبية كبيرة في العالم العربي وكذلك في العالم كله، ففي العالم العربي تُقام دوريات للعب تلك اللعبة بين رواد المقاهي وشباب الجامعات وكذلك النوادي الرياضية، وحول العالم أقام المتحمسون أندية للعبة الطاولة.